# Presencio
Presencio és un municipi de la província de Burgos a la comunitat autònoma de Castella i Lleó. Forma part de la comarca de l'Arlanza.

## Demografia
| Evolució demogràfica del municipi entre 1991 i 2004 | Evolució demogràfica del municipi entre 1991 i 2004 | Evolució demogràfica del municipi entre 1991 i 2004 | Evolució demogràfica del municipi entre 1991 i 2004 |
| --------------------------------------------------- | --------------------------------------------------- | --------------------------------------------------- | --------------------------------------------------- |
| 2004                                                | 2001                                                | 1996                                                | 1991                                                |
| 238                                                 | 281                                                 | 286                                                 | 331                                                 |